# Real Fábrica de Paños de Brihuega
La Real Fábrica de Paños de Brihuega se localiza en el extremo este del núcleo urbano de esta villa española de la provincia de Guadalajara. Constituye uno de los ejemplos más relevantes de arquitectura industrial del siglo XVIII en el país. Llegó a ser un centro productivo de primera importancia, una construcción que albergaría una nueva ciudad abriendo el cauce a la llegada de técnicos, artesanos, hilanderas y máquinas.

## Historia
La relación entre el municipio de Brihuega y el sector textil no comenzó con la construcción de la Real Fábrica de Paños. La tradición se entabla en los siglos XII y XIV, hay constancia de los numerosos batanes y procesos de tinte que se realizaron durante cientos de años. En el siglo XVIII, las actividades textiles eran profundamente artesanales, la práctica se basada en mujeres tejiendo con sus propias manos sin la utilización de máquinas.

El 1 de abril de 1750 se funda la Real Fábrica, que se construirá a lo largo de los primeros años de ese decenio, dentro del recinto amurallado de la ciudad y en el lugar que ocupaba la ermita de Santa Lucía. Juan de Brihuega y Luis de Borbón, vecinos de la villa, se habían interesado en la instalación de un batán relacionado con la Fábrica que ya existía en la capital. El primero, teniente corregidor del Ayuntamiento, compone una solicitud con la ayuda de Luis de Borbón, más tarde, el superintendente de la Fábrica de Paños de Guadalajara, acepta esta sugerencia. La Real Fábrica de Paños de Guadalajara aparece en 1717, es pionera en la aparición de este tipo de edificaciones españolas formando parte de la red de Manufacturas Reales del país. La Real Fábrica de Paños de Brihuega se establecería como sucursal de esta. 

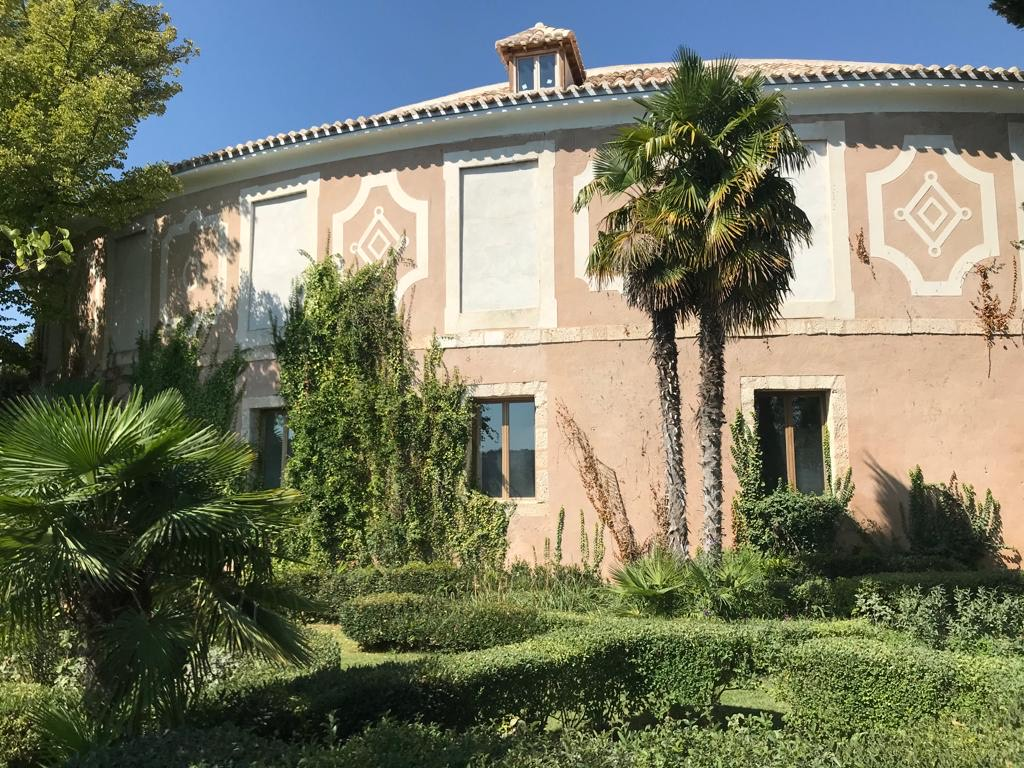
Fachada y jardines internos del edificio central, la Rotonda, perteneciente a la Real Fábrica de Paños de Brihuega.

El funcionamiento de la Fábrica no fue muy tardío. En octubre de 1750 es inaugurada por Fernando VI y en mayo se escogen los primeros empleos. Se nombra a Juan de Brihuega Río como vendedor y, a Pedro Viejo, como oficial de libros. Además, se designa un director, Ventura de Argumosa, para asegurar el crecimiento de la empresa. En menos de 365 días, la Real Fábrica había superado las expectativas con una producción más que favorable, todavía quedaban rescoldos de la construcción que seguía en proceso en el paraje de Santa Lucía, pero ya contaba con más de 20 telares que seguirían aumentando en los años venideros.
La primera etapa de la Fábrica, desde su fundación hasta 1757, destaca por la producción de telas de calidad pero no por una gran producción. Las técnicas mejoraban año tras año, llegando a 1754 con: 60 telares, 10 potros de emborrado y 391 tornos de hilazas. Aun así, la escasez de medios económicos impedía la compra de más telares que aumentaran la producción.
En 1757, la Real Fábrica dispone de 33 telares y 100 personas trabajando (hilanderas, aprendices, canileros y personal directivo). Sin embargo, los beneficios son notablemente inferiores a los gastos originados. Por este y, otros motivos, la Fábrica decide arrendarse a la dependencia de los Cinco Gremios Mayores de Madrid, corporación formada por joyeros, merceros, sederos, pañeros y drogueros.
Esta institución podía garantizar la estabilidad económica que la Fábrica necesitaba. A su vez, la Hacienda Real, acepta el arrendamiento bajo una condición: la permanencia de la maquinaria e infraestructura. Los Cinco Gremios acatan el mandato y toman como principal medida despedir a los empleados superfluos para racionalizar la producción. Esta decisión no fue muy bien vista en la villa y la corporación se gana la contrariedad de los operarios y ciudadanos. Durante diez años, los Cinco Gremios intentan solventar las deudas pero no lo consiguen. De modo que, en 1767, cuando el contrato finaliza, la Real Fábrica de Paños de Brihuega vuelve a ser tomada por la Hacienda Real.

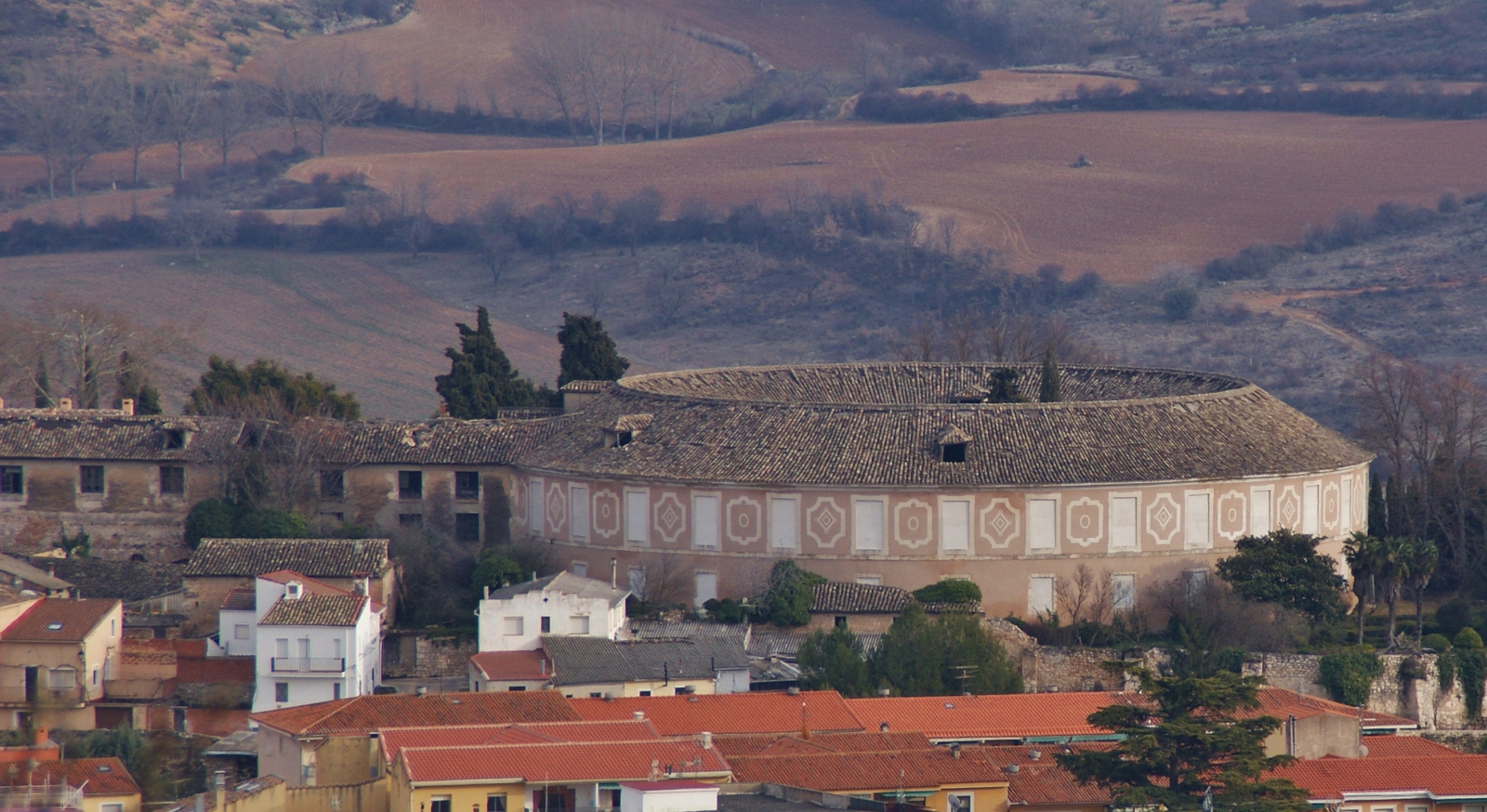
Vista aérea de la Real Fábrica de Paños de Brihuega

En 1768, bajo el mandato de Carlos III, una epidemia de peste asola la Real Fábrica de San Fernando, numerosos escritos confirman las precarias e insalubres circunstancias de los trabajadores. Sin embargo, otros documentos relatan que esta situación nunca se produjo y que las únicas enfermedades datadas fueron las de trabajadores holandeses que se mostraron reticentes a la situación climatológica de España.
Ese mismo año, la Real Fábrica de San Fernando se traslada a Brihuega junto con 117 telares de paños grandes, 22 mesas de tundir y 13 mesas de despinzar. Además de los episodios de peste e insalubridad; las facilidades y la disposición del territorio en el que se encuentra la Real Fábrica de Paños de Brihuega, ayudaron a la unificación de ambos inmuebles.
La unión no tarda en quebrarse, en 1789, cuando los planes de construcción estaban prácticamente terminados, la Administración decide trasladar la Fábrica de San Fernando a la de Guadalajara provocando pérdidas y quejas. Casi 200 familias mostraron su descontento a las autoridades locales, aun así, son recompensadas con la instalación de 30 telares.
La expansión demográfica de Brihuega durante este periodo fue más que sobresaliente por la llegada de las familias de los trabajadores contratados. Por otro lado, se instauran escuelas de hilazas tanto en la villa como en pueblos aledaños, más de 120 niños son formados como aprendices y futuros empleados. En un principio, los salarios son muy dispares, no todos los empleados reciben el mismo sueldo por un mismo trabajo. Había trabajadores que tenían asignado el sueldo por contrata y otros ganaban un salario a destajo; para unos se medía en pesos, para otros, en reales; unos recibían su compensación al día, otros a la semana, al mes o al año. En cuanto a jornada laboral, a unos se les medía el tiempo de trabajo, aunque, a otros, la calidad. Con el paso de los años la calidad laboral comenzó a mejorar debido a la aparición de reglamentos que imponían un mayor orden en la administración.

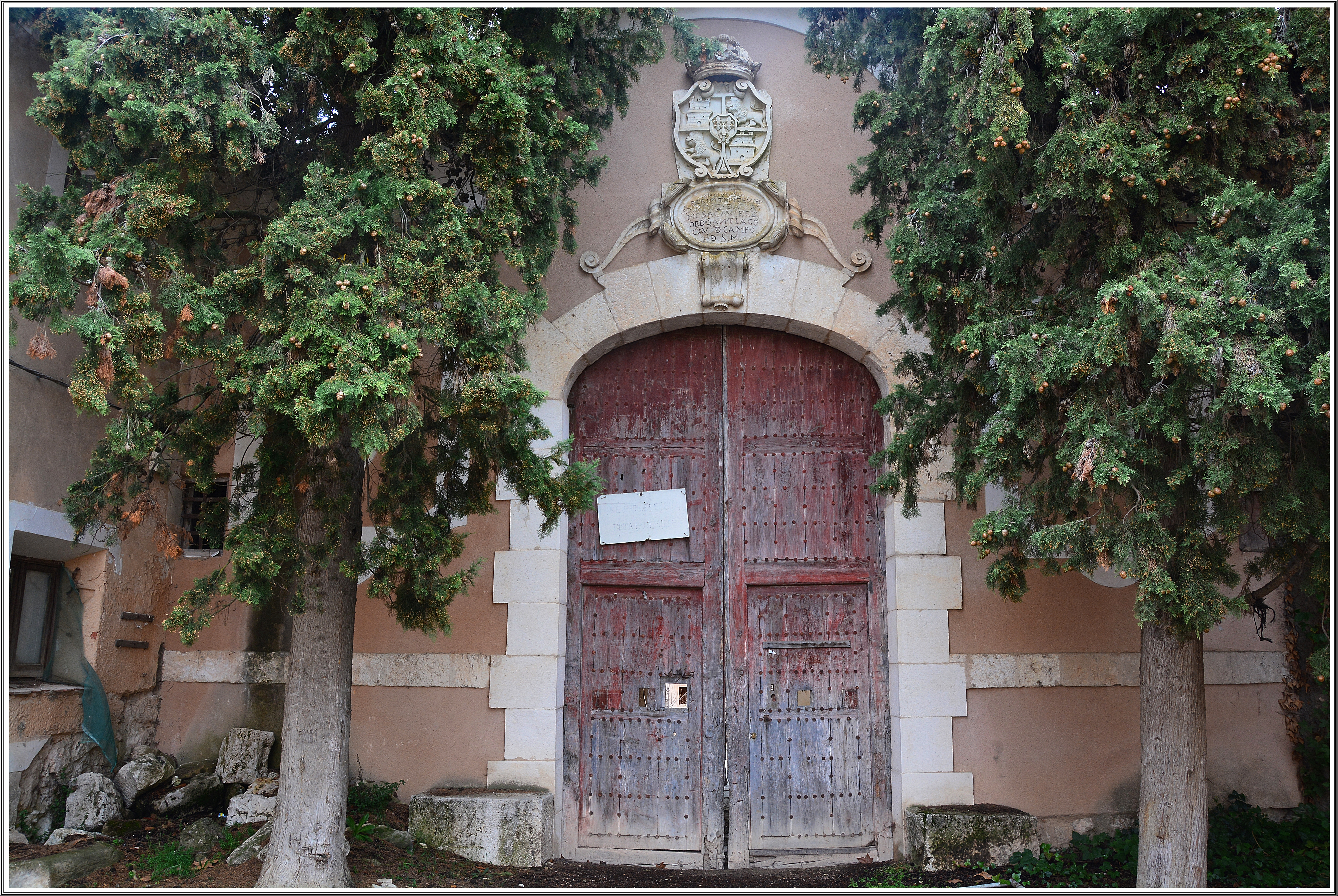
Portón que da acceso a la rotonda

En 1784, Carlos IV, decide unificar las tres fábricas en dos, trabajando en Guadalajara lo superfino y en Brihuega lo fino. El principal motivo era la eliminación de todos los tejidos que existían en la villa, para ello, había que reducir la variedad y suprimir la marca de Brihuega. En esta época de esplendor, la importancia de la Real Fábrica de Paños era notable a nivel nacional y muchas organizaciones se interesaban por ella. Por ejemplo, el Gremio de Pañeros y la Compañía de Ganaderos de Soria querían hacerse con la propiedad de la fábrica aunque la negativa del Rey fue tajante.
Otro factor que aumentaba la calidad de la producción de la Fábrica fue la aparición de la hiladura catalana, de reciente desarrollo y que se incluía en el proceso de fabricación.
Las pésimas condiciones de operarios y obreros se convierten en ayudas gracias a la creación de la Hermandad de Dependientes, asociación que garantiza la asistencia social a los operarios;  y las Diputaciones de Caridad, que compensa a los obreros enfermos con seis reales diarios.

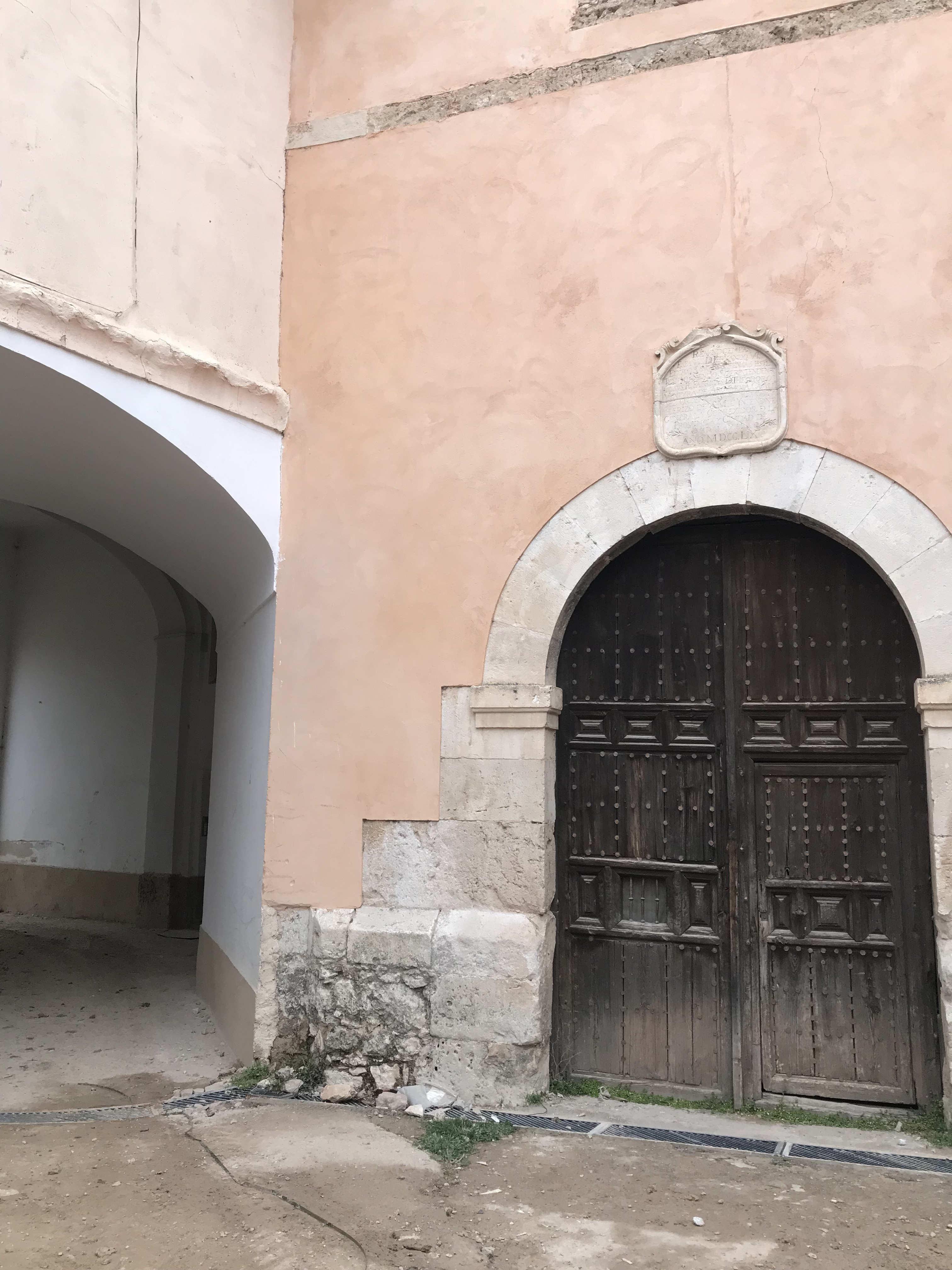
Interior de la Real Fábrica de Paños.

La subida al trono de Carlos IV y, por consiguiente, la invasión francesa, afectan de manera fulgurante a la Fábrica. La ocupación dura desde mayo de 1810 a agosto de 1812, aunque vuelve a ser ocupada desde noviembre de 1812 hasta mayo de 1813. Sufre numerosos expolios tanto por las tropas invasoras como por los guerrilleros del Empecinado, esta situación provoca que los empleados no cobren sus salarios regularmente. Debido a la tensa situación, Carlos IV, a fecha de 30 de noviembre de 1816, obliga a que sean abonados todos los sueldos. Además de ocupar la Real Fábrica, los franceses la utilizan como cuartel albergando al General Hugo, padre del poeta y dramaturgo Víctor Hugo. Para impedir que las tropas saquearan cuanto quisieran, Castillo, contador de la empresa, logra sacar enseres y materiales de valor para más tarde huir a la zona no ocupada.
El caos y la desorganización provocan que las Fábricas de Guadalajara y Brihuega sean candidatas a un arrendamiento por parte de un empresario privado. De esta forma, saldarían la deuda nacional a la que hacían frente. La ejecución de la orden no fue inmediata, el Ayuntamiento de la villa solicita que se haga una subasta de las fábricas por el estado ruinoso en que se encuentran, sin embargo, la administración decide que su reparación será con fondos públicos.
Unos de los problemas que más han trascendido es el de las desavenencias que suceden con el director de la fábrica, Felipe González Vallejo, condenado el 28 de enero de 1816  por Fernando VII a entrar en prisión en Ceuta y a su destitución por tergiversación de falsos informes en contra de la corona.
En 1835, la Real Fábrica de Paños de Brihuega cierra sus puertas después de 85 años de vida. En 1840, durante la Desamortización de Mendizábal, Don Justo Hernández Pareja, adquiere el edificio industrial vacío y sin maquinaria. En esta nueva etapa, la Real Fábrica vive el resurgimiento de la industria privada con la fabricación de pañolería y mantones de paño de color azul. Los hermanos Hernández propician notables avances de hilado, además, construyen un nuevo edificio adherido dedicado exclusivamente a esta técnica junto con aparatos manuales. El fin de la Fábrica a manos de la familia Hernández data de 1936, hasta entonces, siguió fabricando telas y mantas para el ejército en el inicio de la guerra civil española.

## Descripción

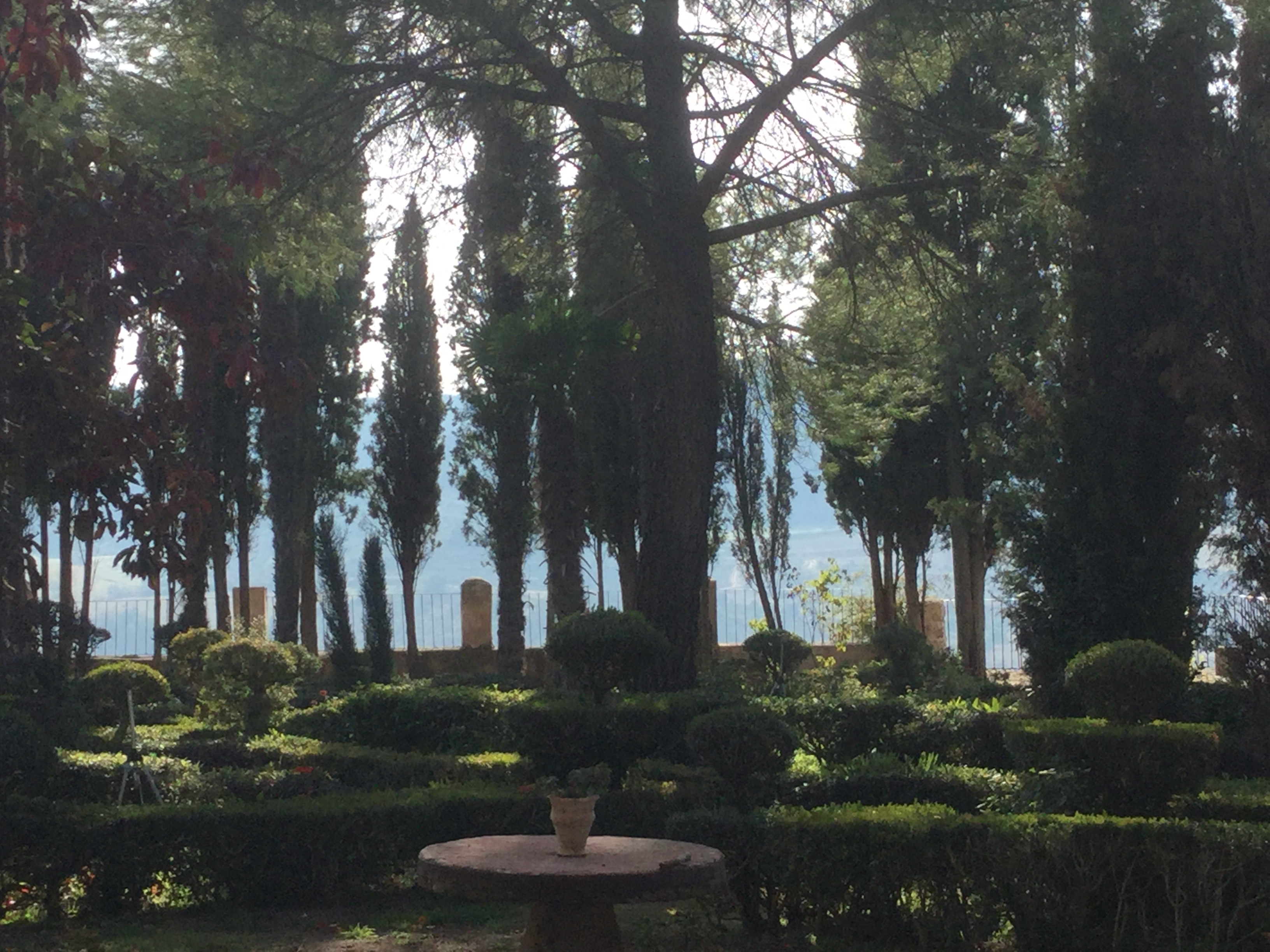
Jardines en el interior de la Real Fábrica.

Se trata de un edificio del siglo XVIII, con puerta barroca de 1810, que da acceso a un patio con capilla. El zaguán da paso al cuerpo principal o rotonda, donde estaban instalados los ochenta y cuatro telares de paños. La traza del edificio se debe al arquitecto Juan Manuel de Villegas, con reformas posteriores de Ventura Pariente. La Fábrica se entiende como proyecto de una nueva ciudad, a lo que contribuye la concepción del edificio como una construcción a gran escala, con una forma geométricamente cerrada.
El conjunto de la Fábrica de Paños lo forman varios edificios que se han ido adhiriendo a lo largo de la historia. El principal es la Rotonda, de planta circular. A esta se unen dos elementos funcionales lineales, que formaban parte de los ramales de prensa y tintes. Todos los anteriores elementos se construyen alrededor de dos patios interiores rectangulares y circulares. El patio circular forma parte del edificio de la Rotonda, dispone de muros anulares realizados con mampostería, de 1.60 metros de espesor y un anillo central formado por pilastras de piedra. En la planta superior la estructura se suaviza y las pilastras se mantienen a base de piedra sobre las que se apoyan vigas de madera. La estructura de la cubierta es de madera está conformada por cuchillos radiales que se apoyan sobre pilares.

## Construcción

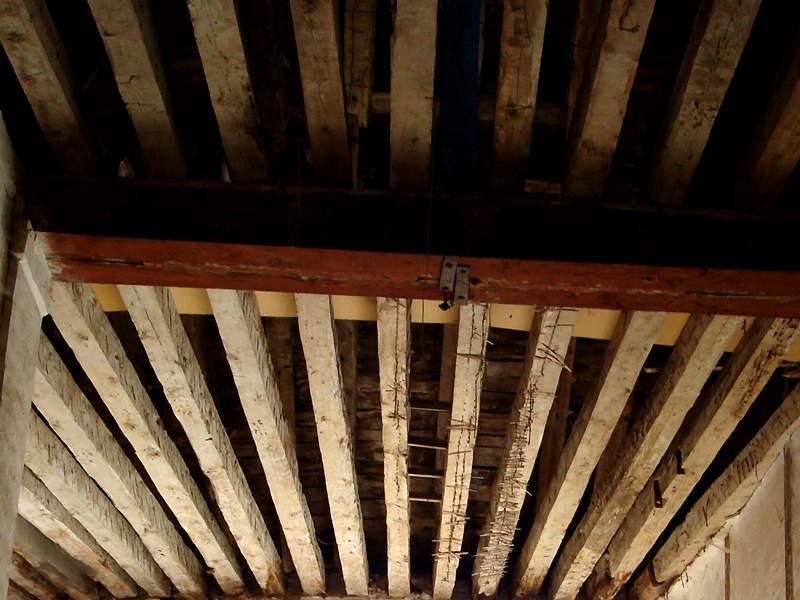
Vigas de madera en la planta superior.

En 1751, el arquitecto Juan Manuel Villegas, concibe el edificio de una forma singular, un edificio de planta circular formada por dos anillos que cierran en un patio central. Después de la construcción del elemento más emblemático del edificio, la Rotonda, organiza el monumento en dos alturas. La primera planta, de forma abovedada, es aprovechada para la instalación de almacenes, despachos de maestros y piezas de hiladas. La segunda planta o planta alta, se dispone de telares e hilanderas. Unos años después, Ventura Pariente, decide ampliar la Fábrica y redimensionarla basándose en el anterior diseño. Aunque respeta el primer proyecto, desplaza la escalera del vestíbulo.
En 1768, con el traslado de la Real Fábrica de San Fernando a Brihuega, se construyen inmuebles adheridos donde se ubican almacenes, oficinas y viviendas para los trabajadores. Más tarde, se edifican dos nuevos pabellones con un presupuesto de 70.000 reales, la denominada Casa Nueva y, otro edificio orientado hacia la iglesia de San Felipe. En 1769, tiene lugar otra modificación para mejorar exclusivamente su uso residencial. En 1840, con la llegada de Justo Hernández Pareja, se crean los jardines dieciochescos en los terrenos que anteriormente servían de secaderos. Destacan por sus cipreses, parterres, farolas, miradores, cenadores y fuentes que evocan un estilo versallesco.

### Rehabilitación

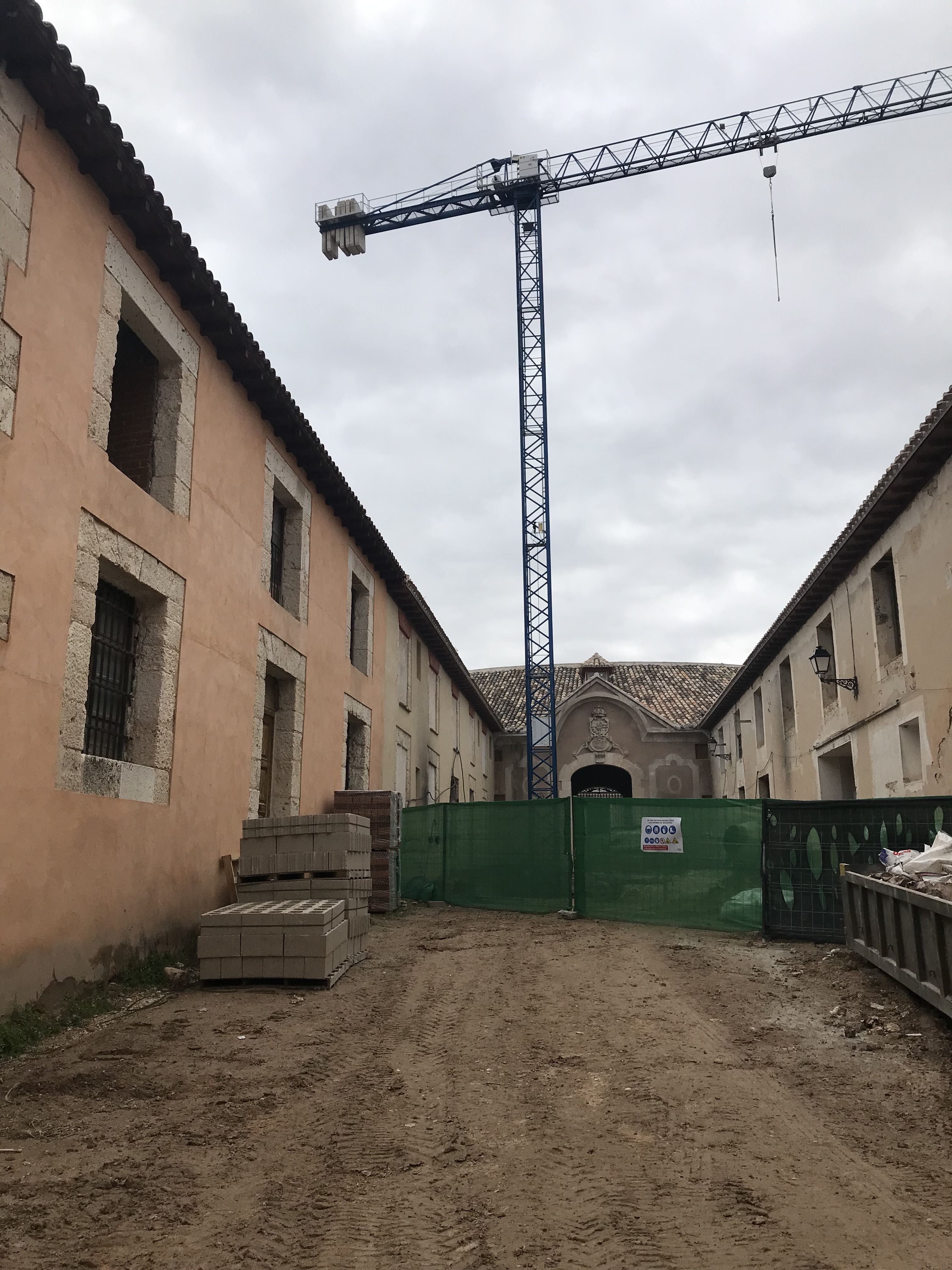
Obras de rehabilitación en 2022.

Desde 1828 existen noticias que alertan de un inminente derrumbamiento de la Real Fábrica de Paños de Brihuega. Durante años se proponen numerosos proyectos para consolidar los cimientos de este monumento histórico. En 1982, la Dirección General de Bellas Artes encarga la restauración de la Capilla y la Redonda, arreglando así la fachada con los mismos colores, texturas y formas que la original. Sin embargo, el interior del edificio quedó sin reformar.
En 2003, la Real Fábrica de Paños de Brihuega se incluyó entre los 49 bienes industriales que aparecen en el Plan de Patrimonio Industrial y Bien de Interés Cultural.
En 2004, se propone convertir la fábrica en un parador, pero es rechazado. Un año después, en 2005, la fábrica se vende a una constructora privada por parte de los propietarios particulares por un importe de 2,2 millones de euros. La idea principal es convertir el monumento en un hotel de lujo, pero debido a la crisis que asola al sector de la construcción, los planes se cancelan.
Durante 2017 y 2018, el Ayuntamiento de Brihuega, inicia las obras de restauración comenzando por el tejado y los jardines, se destinaron un total de 800.000 euros. En 2019, volvió a recibir ayuda, iniciándose la rehabilitación del acceso y la planta del sótano.
El 26 de marzo de 2021, el Ayuntamiento, adjudica a Castilla Termal, la Real Fábrica de Paños de Brihuega para construir en ella un hotel balneario de cuatro estrellas. En 2022, la cadena hotelera comunica que su inversión es de 12 millones de euros por estos 9.000 metros cuadrados.

## Labores y producción
La gran mayoría de labores del proceso de fabricación de paños tradicional se realizaban en Brihuega, como por ejemplo, lavar la lana para erradicar la grasa o el pelo. Cabe destacar que en esta fábrica no llegó a utilizarse ninguna máquina hidráulica. Además, en los primeros telares todo el trabajo era muy lento ya que se hacía a mano. Si querían tejer dibujos era necesario introducir un mayor número de lizos, por lo que se crea el telar de tracción. En Castilla-La Mancha lo común era utilizar telares tradicionales que se pasaban de generación en generación. Únicamente en las Reales Fábricas, donde existía un capital económico elevado, se utilizaban telares más avanzados.

## La Real Fábrica de Paños de Brihuega en el arte y en la cultura popular
La Tía Tula (1964), dirigida por Miguel Picazo y basada en la novela homónima  de Miguel Unamuno, se rueda en Guadalajara capital y su provincia. La Real Fábrica de Paños y, en concreto, sus jardines, son elegidos como casa de tío Pedro (Manuel Granada).
La ilustradora, María de Sopetrán Consuelo Domènech Llorente, nacida en 1957 en Torre del Burgo, pasa su etapa juvenil en Brihuega donde completa sus estudios y comienza su carrera artística. Produce una colección de dibujos a lápiz carboncillo de 32x23cm de algunos monumentos de la villa de Brihuega. Entre ellos, se encuentra uno dedicado Real Fábrica de Paños.